# Дженива (округ)
Джени́ва (англ. Geneva County) — округ в штате Алабама, США. Официально образован в 1868 году. По состоянию на 2010 год, численность населения составляла 26 790 человек. Административный центр — Дженива.

## География
По данным Бюро переписи США, общая площадь округа равняется 1 499,611 км2, из которых 1 486,661 км2 суша и 11,655 км2 или 0,800 % это водоемы.

### Соседние округа
|                      | Коффи               |                       | Дейл |  |
| Ковингтон            | север               | Хьюстон               |      |  |
| Ковингтон            | Дженива             | Хьюстон               |      |  |
| Ковингтон            | юг                  | Хьюстон               |      |  |
| Уолтон (шт. Флорида) | Холмс (шт. Флорида) | Джэксон (шт. Флорида) |      |  |

## Население
По данным переписи населения 2000 года в округе проживает 25 764 жителей в составе 10 477 домашних хозяйств и 7 459 семей. Плотность населения составляет 17,00 человек на км2. На территории округа насчитывается 12 115 жилых строений, при плотности застройки около 8,00-ми строений на км2. Расовый состав населения: белые — 87,11 %, афроамериканцы — 10,65 %, коренные американцы (индейцы) — 0,76 %, азиаты — 0,12 %, гавайцы — 0,02 %, представители других рас — 0,62 %, представители двух или более рас — 0,72 %. Испаноязычные составляли 1,76 % населения независимо от расы.
В составе 30,60 % из общего числа домашних хозяйств проживают дети в возрасте до 18 лет, 56,40 % домашних хозяйств представляют собой супружеские пары проживающие вместе, 11,00 % домашних хозяйств представляют собой одиноких женщин без супруга, 28,80 % домашних хозяйств не имеют отношения к семьям, 26,30 % домашних хозяйств состоят из одного человека, 12,30 % домашних хозяйств состоят из престарелых (65 лет и старше), проживающих в одиночестве. Средний размер домашнего хозяйства составляет 2,43 человека, и средний размер семьи 2,92 человека.
Возрастной состав округа: 24,00 % моложе 18 лет, 7,50 % от 18 до 24, 26,80 % от 25 до 44, 25,30 % от 45 до 64 и 25,30 % от 65 и старше. Средний возраст жителя округа 39 лет. На каждые 100 женщин приходится 94,70 мужчин. На каждые 100 женщин старше 18 лет приходится 90,00 мужчин.
Средний доход на домохозяйство в округе составлял 26 448 USD, на семью — 32 563 USD. Среднестатистический заработок мужчины был 26 018 USD против 19 341 USD для женщины. Доход на душу населения составлял 14 620 USD. Около 15,90 % семей и 19,60 % общего населения находились ниже черты бедности, в том числе — 27,20 % молодежи (тех, кому ещё не исполнилось 18 лет) и 21,80 % тех, кому было уже больше 65 лет.